# Грецька статистична служба
Грецька статистична служба (грец. Ελληνική Στατιστική Αρχή) — національний орган статистики, генеральний секретаріат, підпорядкований Міністерству фінансів Греції.

## Загальна інформація
Грецька статистична служба збирає та обробляє дані, які стосуються головним чином демографії, зайнятості населення і безробіття, а також статистичних даних, які стосуються сфери охорони здоров'я, соціального страхування, освіти і т. д.
Головний замовник Служби — Грецька держава, серед інших — Європейський союз, міжнародні організації (ООН, ЮНЕСКО, Організація економічного співробітництва і розвитку), окремі дослідницькі інститути, науковці, підприємці тощо.